# 八尾市立高安中学校
八尾市立高安中学校（やおしりつ たかやすちゅうがっこう）は、大阪府八尾市にあった公立中学校。高安小学校と校舎等の施設が統合されており、八尾市では唯一の施設一体型小・中学校となっていた。八尾市の東部、高安山の山麓周辺を校区としている。
高安中学校区3校（高安中学校、旧中高安小学校および旧北高安小学校）を統合し、旧清友高校・旧八尾支援学校東校跡地に施設一体型小・中学校を設置、平成28年4月に移転した。

## 沿革
- 1947年4月 - 高安村立中学校として開校。
- 1955年4月 - 八尾市への編入に伴い、八尾市立高安中学校に改称。
- 2016年4月 - 高安小学校と校舎等の施設を統合し、移転。
- 2019年3月31日 - 高安小学校との統合により廃校

## 通学区域
- 八尾市立高安小学校の通学区域。

## 交通
- 近鉄信貴線 服部川駅 北へ約700m。